# Giro d’Italia 2023/9. Etappe
Die 9. Etappe des Giro d’Italia 2023 fand am 14. Mai 2023 statt und bildete das zweite Einzelzeitfahren. Die 35 Kilometer lange Strecke führte von Savignano sul Rubicone nach Cesena. Nach der Etappe hatten die Fahrer insgesamt 1402,6 Kilometer zurückgelegt, was 40,3 % der Gesamtdistanz entsprach. Die Organisatoren der Rundfahrt bewerteten die Schwierigkeit der Etappe mit vier von fünf Sternen.
Im Anschluss an die 9. Etappe folgt der erste Ruhetag, der in Scandiano abgehalten wird.

## Streckenverlauf
Der Start der Etappe erfolgte in Savignano sul Rubicone auf dem Piazza Bartolomeo Borghesi. Im Anschluss führte die Strecke auf der Corso Giulio Perticari in Richtung Osten, ehe die Fahrtrichtung gen Norden drehte und San Mauro Pascoli erreicht wurde. Kurz vor Gatteo a Mare wurde in Fossa bei Kilometer 13 die erste Zwischenzeit genommen. Anschließend ging es über Sala in Richtung Westen nach Ruffio, wo nach 23,1 Kilometern die zweite Zwischenzeit erreicht wurde. Auf der weiteren Fahrt Richtung Westen wurde Ponte Pietra durchfahren, ehe die letzte Zwischenzeit sechs Kilometer vor dem Ziel in Cesena genommen wurde. Die letzten Kilometer führten in Richtung Norden, wo sich das Ziel vor dem Firmensitz von Technogym befand. Die Strecke führte über flache Straßen und beinhaltete gerade einmal 50 Meter an Höhendifferenz.
|              | Ort                        | Kilometer |
| ------------ | -------------------------- | --------- |
| Start        | Savignano sul Rubicone     | 0         |
| Zwischenzeit | Fossa                      | 13        |
| Zwischenzeit | Ruffio                     | 23,1      |
| Zwischenzeit | Cesena                     | 29        |
| Ziel         | Cesena (Technogym Village) | 35        |

## Rennverlauf
Chronologischer Ablauf
Davide Cimolai (Cofidis) nahm das Zeitfahren als einziger Fahrer nicht in Angriff. Bei Regen eröffnete mit Veljko Stojnić (Team Corratec-Selle Italia) der Letzte der Gesamtwertung die 9. Etappe. Die erste Richtzeit setzte der Niederländer Daan Hoole (Trek-Segafredo) mit 44 Minuten und 47 Sekunden, ehe Charlie Quatermann (Corratec-Selle Italia), Alex Kirsch (Trek-Segafredo), Edoardo Affini (Jumbo-Visma), Michael Hepburn (Team Jayco AlUla) und Bauke Mollema (Trek-Segafredo) das Ziel mit Bestzeiten erreichten. Mit Bruno Armirail und Stefan Küng, setzen im Anschluss zwei Fahrer der Groupama-FDJ-Mannschaft neue Richtzeiten, die jene der vorangegangenen Fahrer deutlich unterboten. Stefan Küng legte die 35 Kilometer in 41 Minuten und 28 Sekunden zurück, was einer durchschnittlichen Geschwindigkeit von 50,6 km/h entsprach.
Kurz nachdem Stefan Küng das Ziel erreicht hatte, nahm der Gesamtsechste Tao Geoghegan Hart (Ineos Grenadiers) das Rennen in Angriff. Der Brite unterbot die Bestzeit des Schweizers und setzte sich mit einem Vorsprung von zwei Sekunden durch. Im Anschluss erreichte sein Teamkollege Geraint Thomas das Ziel und übernahm die Führung um eine Sekunde. Während João Almeida (UAE Team Emirates) und Primož Roglič (Jumbo-Visma) das Ziel mit 34 bzw. 16 Sekunden Rückstand erreichten, fuhr Remco Evenepoel (Soudal Quick-Step), der Sieger des ersten Zeitfahrens eine neue beste Zwischenzeit. Der Belgier verlor im Anschluss jedoch auf Geraint Thomas und setzte sich schlussendlich nur eine Sekunde vor dem Briten durch. Der gesamtführende Andreas Leknessund (Team DSM) belegte den 19. Platz und verlor eine Minute und 15 Sekunden auf den Etappensieger Remco Evenepoel, der das Rosa Trikot übernahm.
Zeitabstände der Gesamtklassement-Fahrer
Remco Evenepoel gewann auch das zweite Zeitfahren mit einem Vorsprung von nur einer Sekunde vor Geraint Thomas. Mit einer weiteren Sekunde Rückstand belegte Tao Geoghegan Hart den dritten Platz. Primož Roglič verlor 17 Sekunden auf Remco Evenepoel, während Alexander Wlassow (Bora-hansgrohe) einen Rückstand von 30 Sekunden aufwies. João Almeida, Damiano Caruso (Bahrain Victorious), Jay Vine (UAE Team Emirates) und Lennard Kämna (Bora-hansgrohe) verloren mit 35, 42, 50 bzw. 51 Sekunden weniger als eine Minute auf den Etappensieger. Eddie Dunbar (Team Jayco AlUla), Hugh Carthy (EF Education-EasyPost) und Jack Haig (Bahrain Victorious) büßten rund eineinhalb Minuten ein, während Rigoberto Urán (EF Education-EasyPost) über zwei Minuten verlor.
In der Gesamtwertung lag Remco Evenepoel nun 45 Sekunden vor Geraint Thomas. Dicht dahinter folgten Primož Roglič und Tao Geoghegan Hart mit 47 bzw. 50 Sekunden Rückstand. Der Gesamtfünfte João Almeida wies ex aequo mit Andreas Leknessund bereits einen Rückstand von über einer Minute auf. Alexander Wlassow lag als Gesamtsiebter noch weniger als zwei Minuten zurück, gefolgt von Damiano Caruso und Lennard Kämna. Pavel Sivakov (Ineos Grenadiers) lag mit exakt drei Minuten Rückstand auf dem zehnten Gesamtrang. Außerhalb der Top 10 befanden sich Jay Vine, Eddie Dunbar, Jack Haig, Hugh Crathy und Rigoberto Urán, wobei letzterer auf Platz 22 bereits einen Rückstand von über sechs Minuten aufwies.

## Ergebnis
| \| Etappenergebnis \| Etappenergebnis \| Etappenergebnis \| Etappenergebnis \| Etappenergebnis \| \| Fahrer \| Fahrer \| Land \| Team \| Zeit \| \| --------------- \| ------------------ \| ---------------------- \| ------------------ \| --------------- \| \| 1. \| Remco Evenepoel \| Belgien \| Soudal Quick-Step \| 41 min 24 s \| \| 2. \| Geraint Thomas \| Vereinigtes Königreich \| Ineos Grenadiers \| + 1 s \| \| 3. \| Tao Geoghegan Hart \| Vereinigtes Königreich \| Ineos Grenadiers \| + 2 s \| \| 4. \| Stefan Küng \| Schweiz \| Groupama-FDJ \| + 4 s \| \| 5. \| Bruno Armirail \| Frankreich \| Groupama-FDJ \| + 8 s \| \| 6. \| Primož Roglič \| Slowenien \| Jumbo-Visma \| + 17 s \| \| 7. \| Thymen Arensman \| Niederlande \| Ineos Grenadiers \| + 24 s \| \| 8. \| Alexander Wlassow \| Neutrales Banner \| Bora-Hansgrohe \| + 30 s \| \| 9. \| João Almeida \| Portugal \| UAE Team Emirates \| + 35 s \| \| 10. \| Damiano Caruso \| Italien \| Bahrain Victorious \| + 42 s \| |                    |                        |                    |             |
| |                    |                        |                    |             |
| Quelle: ProCyclingStats |                    |                        |                    |             |
| Etappenergebnis |                    |                        |                    |             |
| Fahrer | Fahrer             | Land                   | Team               | Zeit        |
| 1. | Remco Evenepoel    | Belgien                | Soudal Quick-Step  | 41 min 24 s |
| 2. | Geraint Thomas     | Vereinigtes Königreich | Ineos Grenadiers   | + 1 s       |
| 3. | Tao Geoghegan Hart | Vereinigtes Königreich | Ineos Grenadiers   | + 2 s       |
| 4. | Stefan Küng        | Schweiz                | Groupama-FDJ       | + 4 s       |
| 5. | Bruno Armirail     | Frankreich             | Groupama-FDJ       | + 8 s       |
| 6. | Primož Roglič      | Slowenien              | Jumbo-Visma        | + 17 s      |
| 7. | Thymen Arensman    | Niederlande            | Ineos Grenadiers   | + 24 s      |
| 8. | Alexander Wlassow  | Neutrales Banner       | Bora-Hansgrohe     | + 30 s      |
| 9. | João Almeida       | Portugal               | UAE Team Emirates  | + 35 s      |
| 10. | Damiano Caruso     | Italien                | Bahrain Victorious | + 42 s      |

## Gesamtstände
| \| Gesamtwertung \| Gesamtwertung \| Gesamtwertung \| Gesamtwertung \| Gesamtwertung \| \| Fahrer \| Fahrer \| Land \| Team \| Zeit \| \| ------------- \| ------------------ \| ---------------------- \| ------------------ \| ---------------- \| \| 1. \| Remco Evenepoel \| Belgien \| Soudal Quick-Step \| 34 h 33 min 42 s \| \| 2. \| Geraint Thomas \| Vereinigtes Königreich \| Ineos Grenadiers \| + 45 s \| \| 3. \| Primož Roglič \| Slowenien \| Jumbo-Visma \| + 47 s \| \| 4. \| Tao Geoghegan Hart \| Vereinigtes Königreich \| Ineos Grenadiers \| + 50 s \| \| 5. \| João Almeida \| Portugal \| UAE Team Emirates \| + 1 min 07 s \| \| 6. \| Andreas Leknessund \| Norwegen \| Team DSM \| + 1 min 07 s \| \| 7. \| Alexander Wlassow \| Neutrales Banner \| Bora-Hansgrohe \| + 1 min 48 s \| \| 8. \| Damiano Caruso \| Italien \| Bahrain Victorious \| + 2 min 13 s \| \| 9. \| Lennard Kämna \| Deutschland \| Bora-Hansgrohe \| + 2 min 37 s \| \| 10. \| Pavel Sivakov \| Frankreich \| Ineos Grenadiers \| + 3 min 00 s \| |                    |                        |                    |                  |
| |                    |                        |                    |                  |
| Quelle: ProCyclingStats |                    |                        |                    |                  |
| Gesamtwertung |                    |                        |                    |                  |
| Fahrer | Fahrer             | Land                   | Team               | Zeit             |
| 1. | Remco Evenepoel    | Belgien                | Soudal Quick-Step  | 34 h 33 min 42 s |
| 2. | Geraint Thomas     | Vereinigtes Königreich | Ineos Grenadiers   | + 45 s           |
| 3. | Primož Roglič      | Slowenien              | Jumbo-Visma        | + 47 s           |
| 4. | Tao Geoghegan Hart | Vereinigtes Königreich | Ineos Grenadiers   | + 50 s           |
| 5. | João Almeida       | Portugal               | UAE Team Emirates  | + 1 min 07 s     |
| 6. | Andreas Leknessund | Norwegen               | Team DSM           | + 1 min 07 s     |
| 7. | Alexander Wlassow  | Neutrales Banner       | Bora-Hansgrohe     | + 1 min 48 s     |
| 8. | Damiano Caruso     | Italien                | Bahrain Victorious | + 2 min 13 s     |
| 9. | Lennard Kämna      | Deutschland            | Bora-Hansgrohe     | + 2 min 37 s     |
| 10. | Pavel Sivakov      | Frankreich             | Ineos Grenadiers   | + 3 min 00 s     |

| Punktewertung | Punktewertung          | Punktewertung | Punktewertung         | Punktewertung |
| Fahrer        | Fahrer                 | Land          | Team                  | Punkte        |
| ------------- | ---------------------- | ------------- | --------------------- | ------------- |
| 1.            | Jonathan Milan         | Italien       | Bahrain Victorious    | 113 P.        |
| 2.            | Kaden Groves           | Australien    | Alpecin-Deceuninck    | 100 P.        |
| 3.            | Mads Pedersen          | Dänemark      | Trek-Segafredo        | 89 P.         |
| 4.            | Michael Matthews       | Australien    | Team Jayco AlUla      | 57 P.         |
| 5.            | Remco Evenepoel        | Belgien       | Soudal Quick-Step     | 37 P.         |
| 6.            | Aurélien Paret-Peintre | Frankreich    | AG2R Citroën Team     | 33 P.         |
| 7.            | Vincenzo Albanese      | Italien       | Eolo-Kometa           | 32 P.         |
| 8.            | Ben Healy              | Irland        | EF Education-EasyPost | 29 P.         |
| 9.            | Toms Skujiņš           | Lettland      | Trek-Segafredo        | 28 P.         |
| 10.           | Davide Bais            | Italien       | Eolo-Kometa           | 27 P.         |

| Bergwertung | Bergwertung             | Bergwertung | Bergwertung                | Bergwertung |
| Fahrer      | Fahrer                  | Land        | Team                       | Punkte      |
| ----------- | ----------------------- | ----------- | -------------------------- | ----------- |
| 1.          | Davide Bais             | Italien     | Eolo-Kometa                | 86 P.       |
| 2.          | Thibaut Pinot           | Frankreich  | Groupama-FDJ               | 50 P.       |
| 3.          | Karel Vacek             | Tschechien  | Team Corratec-Selle Italia | 36 P.       |
| 4.          | Simone Petilli          | Italien     | Intermarché-Circus-Wanty   | 32 P.       |
| 5.          | Amanuel Ghebreigzabhier | Eritrea     | Trek-Segafredo             | 26 P.       |
| 6.          | Ben Healy               | Irland      | EF Education-EasyPost      | 24 P.       |
| 7.          | Aurélien Paret-Peintre  | Frankreich  | AG2R Citroën Team          | 22 P.       |
| 8.          | Francesco Gavazzi       | Italien     | Eolo-Kometa                | 18 P.       |
| 9.          | Warren Barguil          | Frankreich  | Arkéa-Samsic               | 16 P.       |
| 10.         | Alessandro De Marchi    | Italien     | Team Jayco AlUla           | 15 P.       |

| Nachwuchswertung | Nachwuchswertung   | Nachwuchswertung | Nachwuchswertung      | Nachwuchswertung |
| Fahrer           | Fahrer             | Land             | Team                  | Zeit             |
| ---------------- | ------------------ | ---------------- | --------------------- | ---------------- |
| 1.               | Remco Evenepoel    | Belgien          | Soudal Quick-Step     | 34 h 33 min 42 s |
| 2.               | João Almeida       | Portugal         | UAE Team Emirates     | + 1 min 07 s     |
| 3.               | Andreas Leknessund | Norwegen         | Team DSM              | + 1 min 07 s     |
| 4.               | Thymen Arensman    | Niederlande      | Ineos Grenadiers      | + 3 min 17 s     |
| 5.               | Santiago Buitrago  | Kolumbien        | Bahrain Victorious    | + 5 min 25 s     |
| 6.               | Einer Rubio        | Kolumbien        | Movistar Team         | + 7 min 27 s     |
| 7.               | Ilan Van Wilder    | Belgien          | Soudal Quick-Step     | + 12 min 52 s    |
| 8.               | Alexander Cepeda   | Ecuador          | EF Education-EasyPost | + 14 min 30 s    |
| 9.               | Filippo Zana       | Italien          | Team Jayco AlUla      | + 14 min 31 s    |
| 10.              | Michel Heßmann     | Deutschland      | Jumbo-Visma           | + 18 min 57 s    |

| Mannschaftswertung | Mannschaftswertung    | Mannschaftswertung           | Mannschaftswertung |
| Team               | Team                  | Land                         | Zeit               |
| ------------------ | --------------------- | ---------------------------- | ------------------ |
| 1.                 | Ineos Grenadiers      | Vereinigtes Königreich       | 103 h 43 min 30 s  |
| 2.                 | Bahrain Victorious    | Bahrain                      | + 6 min 19 s       |
| 3.                 | EF Education-EasyPost | Vereinigte Staaten           | + 7 min 08 s       |
| 4.                 | Jumbo-Visma           | Niederlande                  | + 8 min 09 s       |
| 5.                 | UAE Team Emirates     | Vereinigte Arabische Emirate | + 9 min 38 s       |
| 6.                 | Bora-Hansgrohe        | Deutschland                  | + 9 min 54 s       |
| 7.                 | Soudal Quick-Step     | Belgien                      | + 16 min 39 s      |
| 8.                 | Groupama-FDJ          | Frankreich                   | + 25 min 54 s      |
| 9.                 | Israel-Premier Tech   | Israel                       | + 27 min 05 s      |
| 10.                | Movistar Team         | Spanien                      | + 28 min 08 s      |

## Ausgeschiedene Fahrer
- Davide Cimolai (Cofidis): wegen Sturzfolgen, die er sich bei der 8. Etappe zuzog, während der Etappe aufgegeben[3]